# Cladosporium
Cladosporium és un gènere de fongs ascomicot de l'ordre dels cladosporials (Cladosporiales). Inclou alguns dels fongs tipus floridura més comuns de l'interior i l'exterior de les cases. Les espècies d'aquest gènere produeixen colònies de color verd oliva a marró i tenen conidis pigmentats de color fosc.
Les espècies del gènere es troben en materials vius o morts. Algunes espècies són patògenes de les plantes i es troben entre els fongs que fan la capa de fumagina a les plantes. Altres espècies parasiten altres fongs. Es dispersen pel vent i són extremadament abundants en l'aire a l'exterior. A l'interior poden créixer en superfície humides.
Cladosporium fulvum, causa una malaltia fúngica en les fulles de la tomaquera i a més és un important organisme model en genètica.

## Efectes sobre la salut
Les espècies de Cladosporium rarament són patògenes en humans però poden causar infeccions en la pell i els dits del peu i també sinusitis i infeccions en els pulmons que si no es tracten poden acabar en pneumònia.
Les espores de Cladosporium són al·lèrgens que poden donar al·lèrgia i problemes d'asma. L'exposició perllongada a aquests fongs pot afeblir el sistema immunitari i si bé no produeixen micotoxines preocupants sí que fan compostos orgànics volàtils (VOC) associats amb olors.